# 村上嘉隆
村上嘉隆（むらかみ よしたか、1931年 -2016年8月以前）は、日本の思想家。哲学、倫理学、音楽美学を専門とする。

## 来歴
1931年、北海道に生まれる。北海道大学文学部英文科、同哲学科卒業後、同大学院修士課程修了（西洋哲学）。その後、立正大学文学部、聖徳大学音楽部で教鞭をとった。また、『リザの笑い』（原始林の会、1981年）などの詩集も発表している。

## 著書

### 単著
- 『サルトル』（Century Books 人と思想34）（清水書院、1977年）
- 『トーマス・マン―ロマン主義をこえて』（ユック舎、1980年）
- 『漱石文学の人間像　自我の相剋と倫理』（晢書房、1983年）
- 『ミルの自由論』（村田書店、1985年）
- 『ミル、ジンメル、マクファースン』（村田書店、1986年）
- 『ニーチェ』（村田書店、1987年）
- 『サルトルの現象学』（村田書店、1988年）
- 『わが身を限ってその王者となる―個人の時代の到来』（村田書店、1990年）
- 『豊かさのあとのモラル―W・ジェームズからハーバーマスまで』（村田書店、1992年）
- 『ハイデッガーとライプニッツ』（村田書店、1993年）
- 『N・ハルトマンと当為アンチノミー』（村田書店、1994年）
- 『カントの弁証論』（村田書店、1995年）
- 『ニイチェの形而上学』（タブリュネット、2000年）
- 『田辺元―ある自己救済の軌跡』（タブリュネット、2000年）
- 『カントの神と無神論』（教育報道社、2003年）
- 『フィヒテ論考』（教育報道社、2004年）
- 『ヘーゲル論考』（教育報道社、2005年）
- 『九鬼周造―偶然性の哲学』（教育報道社、2006年）
- 『ヘーゲルと偶然性』（教育報道社、2007年）
- 『ファウストと満足の概念―個別的個体完成論』（教育報道社、2007年）

### 共著
- （村上益子）『ロマン・ロラン』（Century Books 人と思想26）（清水書院、1982年）

## 注
1. ↑  泉脩が2016年8月に刊行した『妻が逝く』（私家版）に追悼文が収録されている。